# NGC 6645
NGC 6645 (другое обозначение — OCL 48) — рассеянное скопление в созвездии Стрелец.
Этот объект входит в число перечисленных в оригинальной редакции «Нового общего каталога».